# 中川幸太郎 (政治家)
中川 幸太郎（なかがわ こうたろう、1861年1月29日（万延元年12月19日）- 1940年（昭和15年）8月1日）は、明治から昭和前期の農業経営者、実業家、政治家。衆議院議員、兵庫県氷上郡久下村長。

## 経歴
丹波国氷上郡谷川村（兵庫県氷上郡久下村谷川、山南町谷川を経て現丹波市山南町谷川）で、農業、製油業・中川音蔵の長男として生まれる。1884年（明治17年）3月、家督を相続し、農業、製油業、鉱業を営む。
1882年（明治15年）4月、太田村外17ヶ村戸長役場用掛に就任。以後、氷上郡町村連合会議員、同郡全町村組合会議員を歴任。1893年（明治26年）5月、久下村長に就任し1903年（明治36年）8月まで在任。1896年（明治29年）9月、氷上郡会議員に選出され、同参事会員、同議長も務めた。氷上郡は立憲政友会の地盤であったが、中川は対抗する進歩党所属で、1898年（明治31年）10月、兵庫県会議員に選出され1899年（明治32年）7月まで在任。1903年（明治36年）8月、県会議員に再選され通算4期在任。同参事会員に在任し、従来、市部選出議員から選ばれる慣行であった副議長に郡部選出の中川が選ばれ、1911年（明治44年）には同議長にも就任した。中川は所属党派の政策にとらわれず公正な態度で、有馬―三田間の県道、柏原郡庁舎改築問題などに対応した。その他、地方森林会議員、所得調査委員、徴兵参事員、特別地価修正委員、土地整理委員、学務委員、勧業委員、全国茶業組合中央会議員なども務めた。
1915年（大正4年）3月、第12回衆議院議員総選挙（兵庫県郡部、立憲国民党）で初当選し、第14回総選挙まで再選され、衆議院議員に連続3期在任した。
実業界では、1895年（明治28年）柏原銀行監査役に就任。1896年（明治29年）西丹貯蓄銀行の創立に参画し取締役となり、1904年（明治37年）頭取に就任。そのほか、丹陽煙草取締役社長、日本農具製造取締役、山陰殖産取締役社長、播丹鉄道（加古川線）取締役なども務めた。

## 国政選挙歴
- 第12回衆議院議員総選挙（兵庫県郡部、1915年3月、立憲国民党）当選[9]
- 第13回衆議院議員総選挙（兵庫県郡部、1917年4月、立憲国民党）当選[10]
- 第14回衆議院議員総選挙（兵庫県第6区、1920年5月、立憲国民党公認）当選[11]
- 第15回衆議院議員総選挙（兵庫県第6区、1924年5月、革新倶楽部）次点落選[12]